# Карбонування

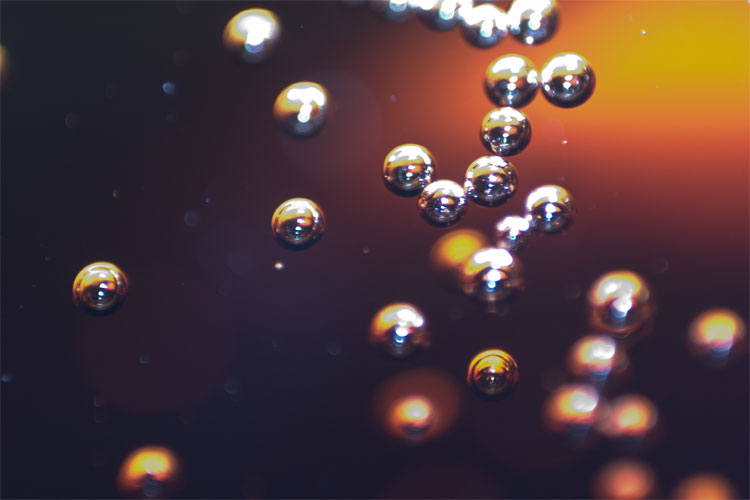
Бульбашки вуглекислого газу спливають на поверхню газованого безалкогольного напою.

Карбонування — процес розчинення вуглекислого газу у воді. Процес включає використання вуглекислого газу під високим тиском. При зменшенні тиску, вуглекислий газ виділяється з розчину у вигляді дрібних бульбашок, які викликають ефект «шипіння». Цей ефект виявляється в газованих безалкогольних напоях.
Карбонуванням можна описати хімічну реакцію, одним із прикладів якої є ключовий крок у фотосинтезі.

## Хімія

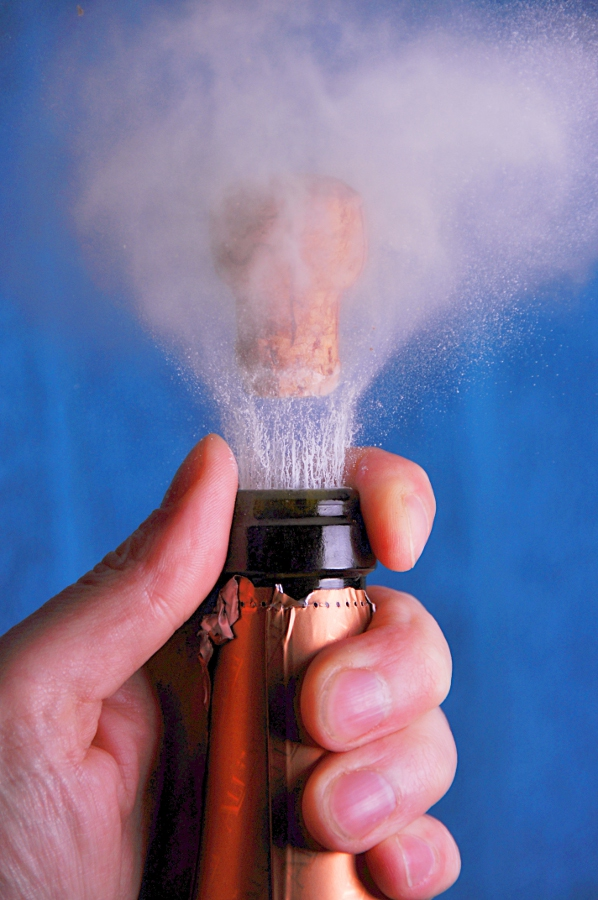
Карбонізоване шампанське метає пробку

Вуглекислий газ є слабо розчинний у воді. CO2 розчиняється у воді, молекула СО2 зв'язується з молекулою води і стає вугільною кислотою Н2СО3.
При відкритті контейнера (пляшка, банка, кег) виходить розчинений у воді CO2 — перетвориться назад в газ, в результаті чого утворюється багато бульбашок.
Насичення вуглекислим газом рідини можливе і в процесі ферментації — за допомогою бактерій або дріжджів. Якщо ферментація відбувається в закритій посудині, CO2 розчиняється у воді. Прикладом може слугувати виробництво шампанського вина і ін..
Процес утворення вуглекислого газу з розчину представлено наступною хімічною реакцією, в якій вуглекислота перетворюється на вуглекислий газ і воду:
{\displaystyle {\mbox{H}}_{2}{\mbox{CO}}_{3}\longrightarrow {\mbox{H}}_{2}{\mbox{O}}+{\mbox{CO}}_{2}}

## Біохімія
Карбонування також описує включення вуглекислого газу в хімічні сполуки. В нашому житті вуглець походить від реакції карбонування, і найчастіше каталізуються найпоширенішим на Землі ферментом RuBisCO. Так важливий цей процес карбонування, що значна частина листяної маси складається з цього ферменту карбонізації.

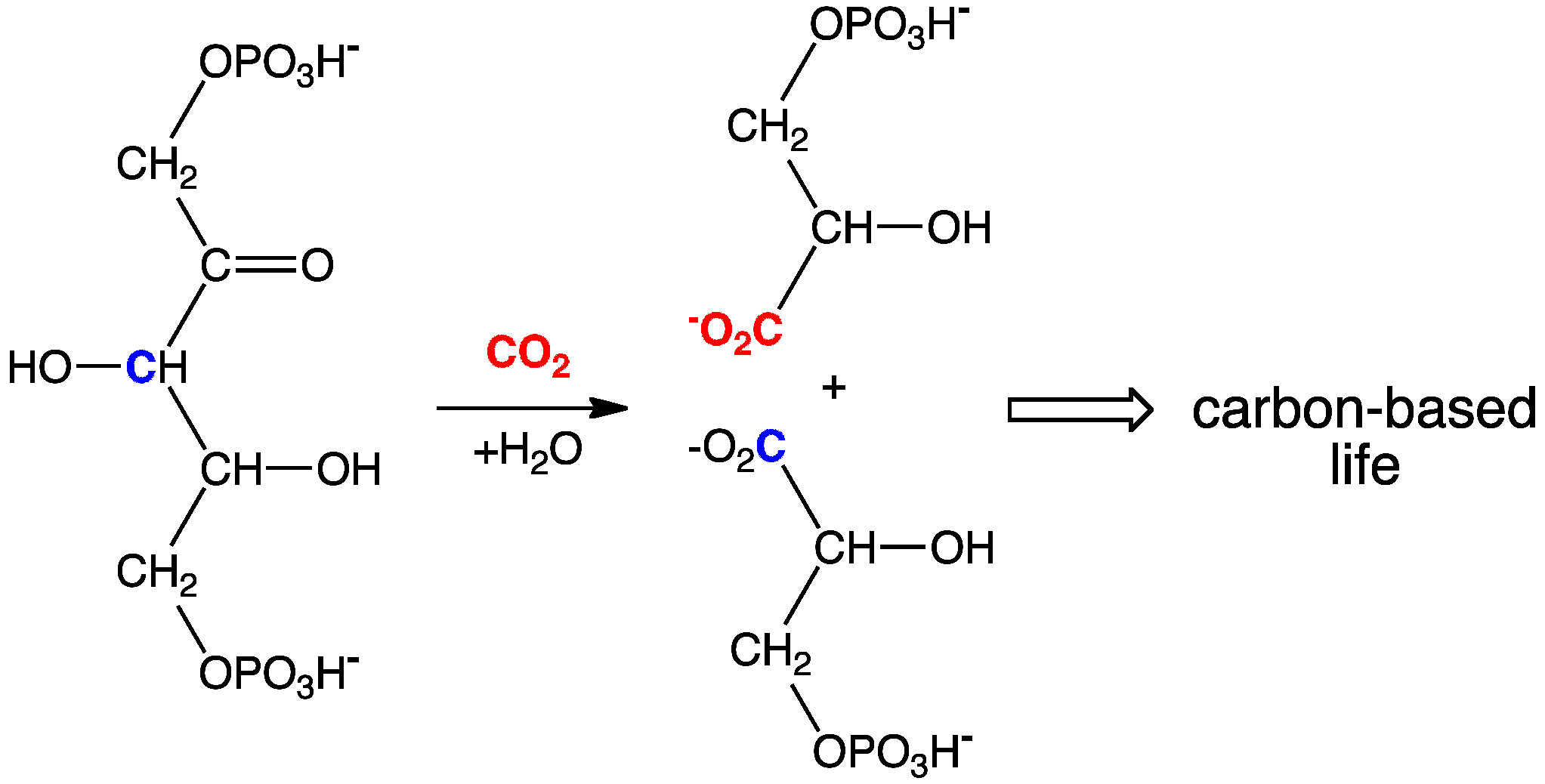
Карбонування рибулозо бісфосфат є відправною точкою включення діоксиду вуглецю в біосфері